# (5671) Chanal
(5671) Chanal (1985 XR) – planetoida z grupy pasa głównego asteroid okrążająca Słońce w ciągu 4,3 lat w średniej odległości 2,64 j.a. Odkryta 13 grudnia 1985 roku.